# Густав Кляйкамп
Густав Кляйкамп (нім. Gustav Kleikamp; 8 березня 1896, Фіддіхов — 13 вересня 1952, Мюльгайм) — німецький військово-морський діяч, віцеадмірал крігсмаріне (1 жовтня 1943). Кавалер Німецького хреста в золоті.

## Біографія
1 квітня 1913 року вступив на флот кадетом. Пройшов підготовку на важкому крейсері «Вінета» і в військово-морському училищі в Мюрвіку. Учасник Першої світової війни, служив на важкому крейсері «Дерффінгер» (4 серпня 1914 — 17 березня 1918). У березні 1918 року переведений в підводний флот, в жовтні-грудні 1918 року — адміністративний офіцер 1-ї флотилії підводних човнів.
Після демобілізації армії залишений на флоті. З січня 1919 по червень 1920 року служив у 2-й морській бригаді. З 1 жовтня 1920 року — вахтовий офіцер на крейсері «Гамбург», з 4 грудня 1921 року — на лінійному кораблі «Брауншвейг». З 1 жовтня 1922 року — командир тральщика М-133. З 1 жовтня 1923 року — інструктор училища зв'язку, з 1 квітня 1925 року — училища торпедної справи і зв'язку. Потім служив на лінійних кораблях «Ганновер» і «Сілезія», крейсері «Емден». З 4 жовтня 1932 року — офіцер зв'язку ВМС при 1-му військовому окрузі (Кенігсберг). З 23 липня 1933 року — 4-й офіцер Адмірал-штабу в штабі флоту. З 26 вересня 1935 року — 1-й офіцер лінійного корабля «Шлезвіг-Гольштейн». 1 червня 1937 року призначений керівником групи в відділі технічних засобів зв'язку ОКМ, з 1 квітня 1938 року — начальник відділу.
З 26 квітня 1939 року — командир лінійного корабля «Шлезвіг-Гольштейн». Брав участь у Польській кампанії. Під час операції «Везерюбунг» одночасно командував 7-ю бойовою групою, яка діяла в районі Ніборг-Корсер. З 29 серпня 1940 року — начальник Морського управління в Калаїсі. Під час підготовки операції «Морський лев» (серпень-грудень 1940) також був командиром транспортної флотилії «С». З 31 грудня 1940 року — начальник військової управлінської групи в Головному управлінні кораблебудування. З 4 березня 1943 по 31 грудня 1944 року — командувач-адмірал в Нідерландах. З 15 березня 1945 року — в Німецькій бухті. 7 травня 1945 року капітулював і був поміщений в табір для військовополонених. 18 квітня 1947 року звільнений.

## Нагороди
- Залізний хрест 2-го і 1-го класу
- Ганзейський Хрест (Гамбург)
- Почесний хрест ветерана війни з мечами
- Медаль «За вислугу років у Вермахті» 4-го, 3-го, 2-го і 1-го класу (25 років)
- Хрест морських заслуг (Іспанія) 3-го класу в білому
- Медаль «У пам'ять 22 березня 1939 року»
- Застібка до Залізного хреста
  - 2-го класу (17 вересня 1939)
  - 1-го класу (2 жовтня 1939)
- Нагрудний знак флоту
- Німецька імперська відзнака за фізичну підготовку в золоті
- Німецький хрест в золоті (14 жовтня 1944)